# Choanatiara lunata
Choanatiara lunata är en svampart som beskrevs av DiCosmo & Nag Raj 1984. Choanatiara lunata ingår i släktet Choanatiara, divisionen sporsäcksvampar och riket svampar.   Inga underarter finns listade i Catalogue of Life.